# Skrankepaven
|  | Denne artikel er oprettet af botten PalnaBot ud fra en ekstern database. Den kan derfor have sproglige fejl eller mangler. Denne skabelon kan fjernes efter kontrol af indholdet. |

Skrankepaven er en film instrueret af Siri Frederiksen, Michelle Skov.

## Handling
Den mavesure hr. Grumm ejer en lille købmandsforretning hvor han bag skranken ekspederer de lokale med afsky og foragt. Han har en selvfølelse som paven og behandler ofte sine kunder som var de selve pesten. Men bag det hårde ydre skjuler der sig måske bare en ensom gammel tudse som helt har glemt hvordan man sætter pris på tilværelsen.